# Fyrtårne i Finland
Dette er en liste over fyrtårne i Finland.
- Bengtskär
- Björneborg
- Bogskär
- Borgå
- Brahestad
- Digskär (fi. Tiiskeri)
- Enskär (fi. Isokari)
- Finlands Leijon
- Flötjan
- Gråhara
- Gustaf Dalén, i Skiftet
- Gustavsvärn
- Helsingfors kassun
- Jakobstad
- Jussarö
- Kaijakari
- Kallan
- Kalbådagrund
- Kallo
- Karleby, utanför Karleby
- Kemi I
- Kemi II
- Keminkraaseli
- Kotka
- Kristiina
- Kylmäpihlaja, utanför Raumo
- Kökarsören
- Lågskär
- Längden
- Marjaniemi
- Märket
- Nahkiainen
- Norrskärs fyr
- Nyhamn
- Porkala fyr
- Raumo
- Ritgrund
- Russarö
- Rönnskär
- Rönnskärs båk
- Sandbäck
- Sastmola (fi. Merikarvia)
- Strömmingsbådan
- Stubben
- Sveaborg
- Säbbskär (fi. Säppi)
- Sälgrund
- Sälskär
- Söderskär
- Tainio
- Tankar (Karleby)
- Tauvo
- Uleåborg 1
- Uleåborg 2
- Uleåborg 3
- Ulkokalla
- Utgrynnan
- Utö
- Valsörarna
- Vasa
- Yttergrund